# Celastrina klossi
Celastrina klossi är en fjärilsart som beskrevs av Corbet 1937. Celastrina klossi ingår i släktet Celastrina och familjen juvelvingar. Inga underarter finns listade i Catalogue of Life.